# Ion Ciornîi
Ion Ciornîi (în rusă Ион Илларионович Чёрный; n. 20 mai 1928, Stara Kulna, Raionul Bârzula, RSS Ucraineană, URSS – d. 22 noiembrie 2003, Chișinău, Republica Moldova) a fost un filolog, jurnalist, lingvist și profesor universitar sovietic și moldovean.

## Biografie
Ciornîi s-a născut în 1928 în Culina Veche, Bârzula, în RASS Moldovenească (azi în Ucraina). În 1950 a absolvit școala de jurnalism din Chișinău. A lucrat apoi la Institutul Pedagogic din Tiraspol ca profesor, ajungând decanul facultății de istorie și filosofie. Din 1954 a fost prodecanul Universității Alecu Russo, iar în perioada 1961-1967 a fost rectorul aceleiași universități. Ulterior a fost vice-ministru al Educației al RSS Moldovenești, precum și șef al catedrei de limbă română din Universitatea din Chișinău. 
Ca scenarist, a colaborat cu studioul Telefilm-Chișinău. A fost membru al Uniunii Jurnaliștilor din Moldova. Cartea sa, Limba română - Îndreptar fonetic și gramatical a fost una dintre primele cărți apărute în limba română din Republica Moldova după revenirea la alfabetul latin.
A decedat în 2003, la Chișinău.